# 저우둥위
저우둥위(중국어: 周冬雨, 병음: Zhōu Dōngyǔ, 한자음: 주동우, 1992년 1월 31일~)는 중화인민공화국의 배우이다. 허베이성 스자좡시 출신으로 베이징 영화대학 연기과 2011 학번으로 졸업했다. 장이머우 감독의 영화 《산사나무 아래》 (2010)에서 주인공 역으로 데뷔하였는데, 연기 경력이 전무했기 때문에 화제가 되었다. 2016년 제53회 금마장에서 《안녕, 나의 소울메이트》(2016)로 마쓰춘과 함께 공동 여우주연상을 수상했다.

## 출연 작품

### 영화
| 연도 | 제목                   | 원제                              | 배역           | 비고                       |
| ---- | ---------------------- | --------------------------------- | -------------- | -------------------------- |
| 2010 | 산사나무 아래          | 山楂树之恋                        | 징추           |                            |
| 2011 | 경성지루               | 倾城之泪                          | 린충           |                            |
| 2013 | 궁                     | 宫锁沉香                          | 침향           |                            |
| 2014 | 동탁적니               | 同桌的你                          | 저우샤오즈     |                            |
| 2014 | 브레이크업 버디즈      | 心花路放                          | 저우리쥐안     |                            |
| 2015 | 폭주신탐               | 暴走神探                          | 후이란         |                            |
| 2015 | 도라에몽: 스탠바이미   | 哆啦A梦：伴我同行                 | 신이슬         | 애니메이션                 |
| 2015 | 우리가 풀지 못한 날들  | 少年班                            | 저우란         |                            |
| 2016 | 녠서우 대작전          | 年兽大作战                        | 샤궈           | 애니메이션                 |
| 2016 | 런 포 러브             | 奔爱                              | 버아체쯔       |                            |
| 2016 | 빙하: 살인의 추억      | 冰河追凶                          | 저우신이       |                            |
| 2016 | 시칠리아 햇빛아래      | 西西里艳阳下                      | 샤오유         |                            |
| 2016 | 안녕, 나의 소울메이트  | 七月与安生                        | 리안성         |                            |
| 2017 | 그래도 좋아해          | 喜欢你                            | 고승남         |                            |
| 2017 | 후난성 전투            | 建军大业                          | 판구이시아     |                            |
| 2018 | 먼 훗날 우리           | 后来的我们                        | 팡샤오샤오     |                            |
| 2019 | 온 더 발코니           | 阳台上                            |                |                            |
| 2019 | 나와 나의 조국         | 我和我的祖国                      | 간호사         |                            |
| 2019 | 센과 치히로의 행방불명 | 千与千寻                          | 오기노 치히로  | 애니메이션                 |
| 2019 | 소년시절의 너          | 少年的你                          | 첸니엔         |                            |
| 2021 | 그래도 좋아해          | 迷妹羅曼史                        | 가오베이(90세) | 특별출연                   |
| 2021 | 끝없는 폭풍의 해       | The Year of the Everlasting Storm | 아내           | "The Break Away" 파트 출연 |
| 2021 | 다시, 포옹             | 穿过寒冬拥抱你                    | 샤샤오         |                            |
| 2022 | 너는 나의 봄날 하늘    | 你是我的春天                      | 샹샤오위       |                            |
| 2023 | 본 투 플라이           | 长空之王                          | 선톈란         |                            |
| 미정 | 평원 위의 화염         | 平原上的火焰                      | 리페이         |                            |

### 텔레비전 드라마
| 연도 | 제목                    | 원제             | 배역        | 비고 |
| ---- | ----------------------- | ---------------- | ----------- | ---- |
| 2016 | 마작                    | 麻雀             | 쉬비청      |      |
| 2017 | 우견애정적리선생        | 遇見愛情的利先生 | 류신퉁      |      |
| 2017 | 마도풍운                | 魔都风云         | 샤오야오    |      |
| 2017 | 춘풍십리, 불여니        | 春风十里，不如你 | 샤오훙      |      |
| 2019 | 막후지왕 : 러브 온 에어 | 幕后之王         | 부샤오구    |      |
| 2020 | 신세계                  | 新世界           | 자샤오둬    |      |
| 2021 | 천고결진                | 千古玦尘         | 상고 / 후지 |      |

## 수상
| 연도 | 시상식                         | 부문                 | 작품              | 결과 |
| ---- | ------------------------------ | -------------------- | ----------------- | ---- |
| 2018 | 제18회 중국 영화 미디어상      | 인기배우상           | 《먼 훗날 우리》  | 수상 |
| 2019 | 중국 영화 감독 협회상          | 올해의 여배우상      | 《먼 훗날 우리》  | 후보 |
| 2019 | 제32회 중국 영화 금계상        | 여우주연상           | 《먼 훗날 우리》  | 후보 |
| 2019 | 제4회 마카오 영화상            | 여우주연상           | 《소년시절의 너》 | 수상 |
| 2020 | 제26회 홍콩 영화 비평가 협회상 | 여자배우상           | 《소년시절의 너》 | 후보 |
| 2020 | 홍콩 영화 감독 조합상          | 여우주연상           | 《소년시절의 너》 | 수상 |
| 2020 | 제39회 홍콩 영화 금상장        | 여우주연상           | 《소년시절의 너》 | 수상 |
| 2020 | 홍콩 영화 각본가 협회상        | 올해의 배역상        | 《소년시절의 너》 | 후보 |
| 2020 | 제27회 화딩상                  | 중국 영화 여우주연상 | 《소년시절의 너》 | 미정 |
| 2020 | 중국 영화 감독 협회상          | 올해의 여배우상      | 《소년시절의 너》 | 미정 |